# Sebastian Bonhoeffer

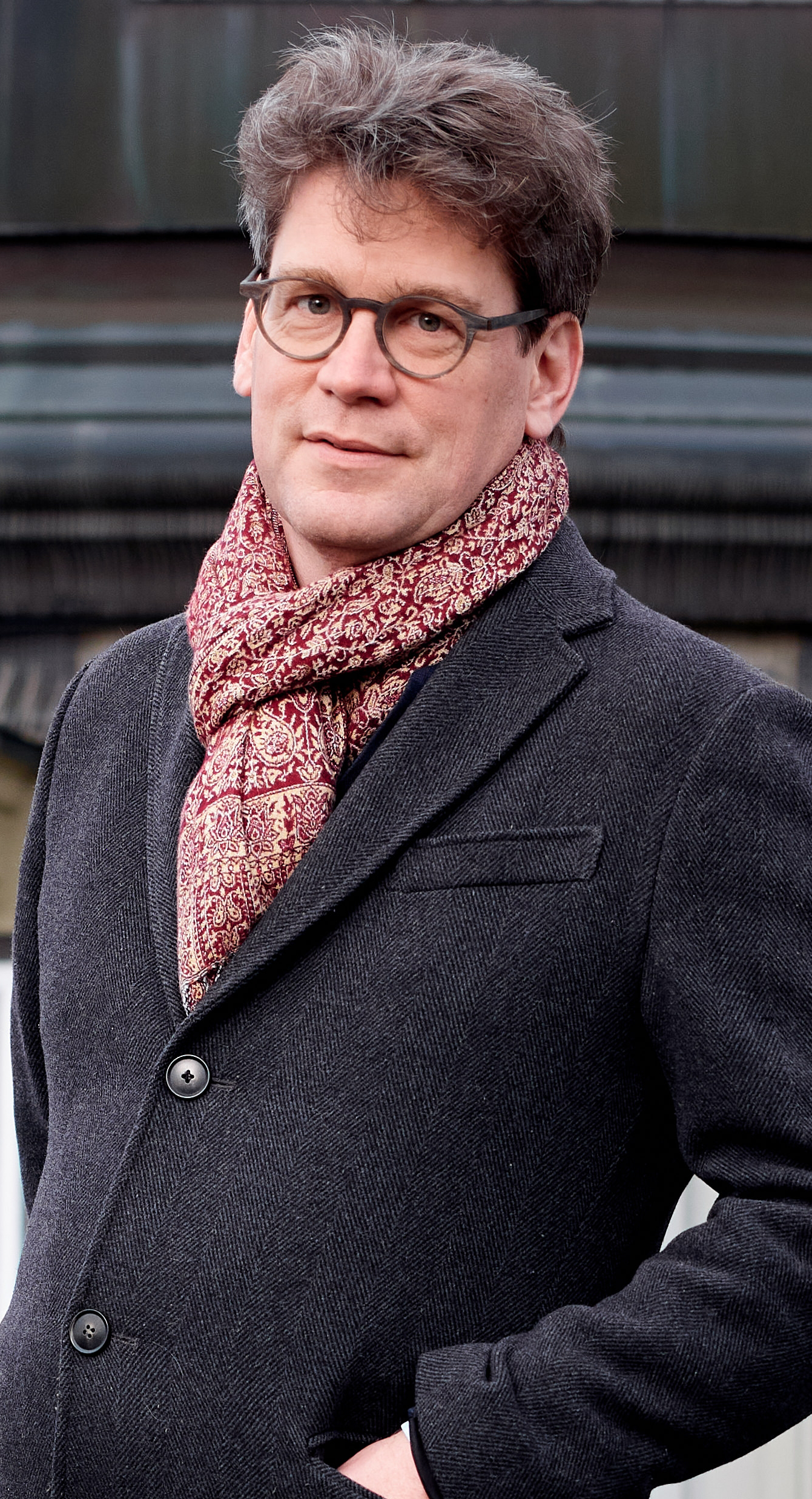
Sebastian Bonhoeffer (2020)

Sebastian Bonhoeffer (* 1965 in Tübingen, Deutschland) ist ein deutscher Biologe an der ETH Zürich und Direktor des Collegium Helveticum.

## Leben und Wirken
Sebastian Bonhoeffer studierte Violoncello in Basel bei Heinrich Schiff und Physik in München und Wien. 1995 promovierte er bei Martin A. Nowak und Robert May am Institut für Zoologie der University of Oxford über die Populationsdynamik und Evolution viraler Erkrankungen. Als Postdoktorand arbeitete Sebastian Bonhoeffer an der University of Oxford und an der Rockefeller University und  wurde 1998 Nachwuchsgruppenleiter am Friedrich Miescher Institute for Biomedical Research in Basel. 2001 erhielt er eine Förderprofessur des Schweizerischen Nationalfonds an der ETH Zürich und ist seit 2005 ordentlicher Professor für Theoretische Biologie am Departement für Umweltsystemwissenschaften der ETH Zürich und seit 2020 zusätzlich Direktor des Collegium Helveticum.
Sebastian Bonhoeffer befasst sich mit der Evolution und Populationsbiologie von Bakterien und Viren. Er entwickelt und analysiert mathematische und computerorientierte Modelle zur Dynamik von Infektionskrankheiten. Zum Beispiel entwickelte er populationsdynamische Modelle von Virusinfektionen, die wichtige Erkenntnisse zur Pathogenese und Behandlung der HIV-Infektion erlaubten. Jüngere Arbeiten befassen sich mit der Entstehung und Ausbreitung von Antibiotikaresistenzen. Aus seiner Gruppe sind unter anderem Tanja Stadler, Martin Ackermann und Marcel Salathé hervorgegangen.
Sebastian Bonhoeffer ist gewähltes Mitglied der European Molecular Biology Organization. 2019 wurde er als International Honorary Member (IHM) in die American Academy of Arts and Sciences gewählt.
Sebastian Bonhoeffer ist mit der Musikerin Hanna Weinmeister verheiratet und hat zwei Kinder.